# سواتوسلاف (منطقه تربیچ)
سواتوسلاف (به چکی: Svatoslav) یک منطقهٔ مسکونی در جمهوری چک است که در منطقه تربیچ واقع شده‌است. سواتوسلاف ۱۹٫۲۹ کیلومتر مربع مساحت و ۲۴۶ نفر جمعیت دارد و ۵۴۴ متر بالاتر از سطح دریا واقع شده‌است.